# Heleophryne depressa
Espèce
Synonymes
- Heleophryne purcelli depressa FitzSimons, 1946

Heleophryne depressa est une espèce d'amphibiens de la famille des Heleophrynidae.

## Répartition
Cette espèce est endémique du Cap-Occidental en Afrique du Sud. Elle se rencontre dans les monts Cederberg.

## Publication originale
- FitzSimons, 1946 : An account of the reptiles and amphibians collected on an expedition to the Cape Province, October to December, 1940. Annals of the Transvaal Museum, vol. 20, p. 351-377.